# Roman Souchko
Roman Souchko (en ukrainien : Рома́н Кирилович Сушко, dit aussi « Sytch », « Condrat »), né en 1894 à Réménov (actuellement en Ukraine dans l’Oblast de Lviv, à l'époque en Autriche-Hongrie) et mort assassiné le 12 janvier 1944. Politicien et militaire au sein de la République populaire ukrainienne (UNR) et de l'Organisation des nationalistes ukrainiens (OUN), colonel des fusiliers ukrainiens, de 1939 à 1941 ; commandant au sein de la Légion ukrainienne créée par Stepan Bandera.

## Biographie
Souchko naquit dans le village de Réménov en Galicie, (Oblast de Lviv). Il servit dans le corps des fusiliers ukrainiens au sein de l'armée austro-hongroise. En 1916 et 1917 il fut prisonnier des Russes. À partir de 1918, il fut un des organisateurs, plus tard colonel, des tirailleurs de l'armée de la République populaire ukrainienne (UNR), commandant de la division des fusiliers. Il participa à la répression de l'insurrection de Janvier de l'arsenal de Kiev. 
Il fut l'un des organisateurs de l'armée ukrainienne. Il fit partie du quartier général de celle-ci. Entre 1927 et 1930 il se retrouva à plusieurs reprises dans les prisons polonaises. 
Dans les années 1930 il émigra en Autriche à Vienne.

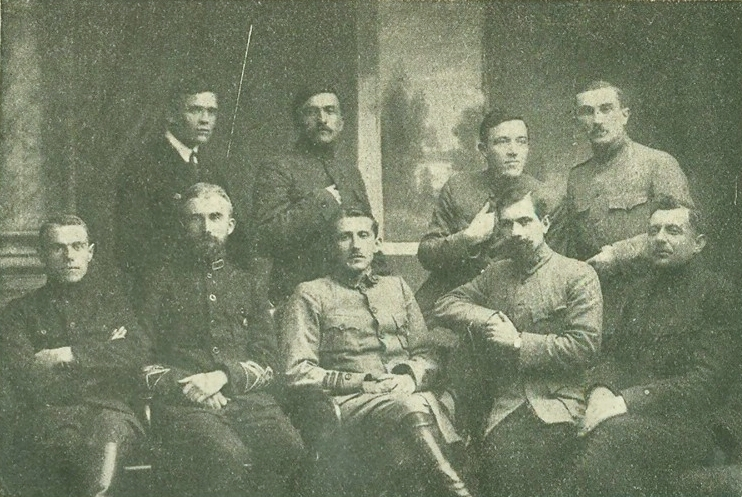
L'état-major de la Sitch vers 1920, assis de gauche à droite Mykhailo Matchak, Andriy Melnyk, Yevhen Konovalets, Roman Souchko, Ivan Dankiv ; debout de gauche à droite : Ivan Androukh, Roman Dachkevitch, Vassyl Koutchabskyi, Yaroslav Tchyj.

Au début de la Campagne de Pologne (1939) il dirigea la « Légion ukrainienne » créée par Stepan Bandera à Stryï. Après l'annexion de la Galicie par l'Armée rouge, la Légion retourna dans le Gouvernement général durant l'occupation Allemande (du 2 juillet 1941 au 5 août 1944) et ne prit plus part à des combats par la suite.
À partir de la fin de 1939 il vécut à Cracovie. Il dirigea l'armée de la République populaire ukrainienne (OUN) sur le territoire du Gouvernement général de Pologne (1939—1941), (annexe polonaise du Troisième Reich) où il créa le réseau de cette OUN et du Comité national ukrainien (УЦК).
Il était opposé à la scission de l'OUN en 1940 entre la fraction de Stepan Bandera et la fraction d'Andry Melnyk. Après l'invasion de l'URSS par l'Allemagne nazie à l'été 1941 il resta à Lviv. Le 12 janvier 1944 il fut assassiné. Qui sont ses assassins ? Plusieurs versions existent : peut-être des partisans de Stepan Bandera, peut-être des agents de la Gestapo.
Il y a une rue à son nom à Lviv, dans le quartier Zaliznytsia.